# Kalkere, Kadur
Kalkere là một làng thuộc tehsil Kadur, huyện Chikmagalur, bang Karnataka, Ấn Độ.